# Guatteria berteriana
Guatteria berteriana är en kirimojaväxtart som beskrevs av Spreng.. Guatteria berteriana ingår i släktet Guatteria och familjen kirimojaväxter. Inga underarter finns listade i Catalogue of Life.